# Cheyletiellose

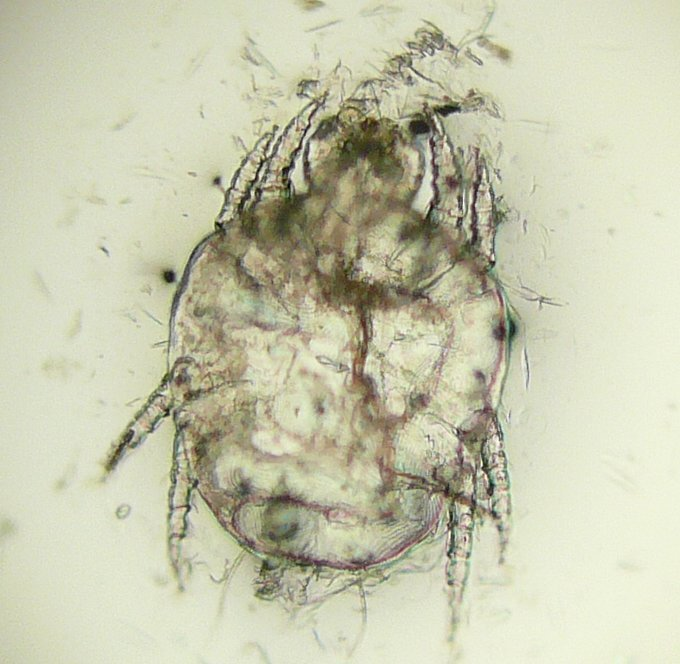
Cheyletiella yasguri

La cheyletiellose est une maladie parasitaire provoquée par un acarien que l'on rencontre chez le lapin, le chat ou le chien. Cette maladie se caractérise par des démangeaisons et un squamosis important.

## Étiologie
Les acariens concernés appartiennent au genre Cheyletiella, et plus précisément à l'espèce Cheyletiella yasguri pour le chien, Cheyletiella blakei pour le chat et Cheyletiella parasitivorax pour le lapin. Chaque espèce n'est cependant pas spécifique de son hôte.
Cheyletiellia est un parasite permanent de la surface de la peau, qui a besoin de son hôte pour se reproduire. Son cycle dure 3 semaines, mais il peut survivre plusieurs semaines dans l'environnement. Les oeufs, collés aux poils, donnent naissance aux nymphes puis aux adultes.

## Épidémiologie
La chayletiollose est une maladie parasitaire très contagieuse. Les animaux contaminés sont souvent jeunes, et issus de collectivités (chenils, chatteries, élevages, refuges, animaleries),. Cette affection est courante chez le lapin.
Le portage asymptomatique est possible.
L'être humain peut être contaminé et développer des lésions cutanées, comme des papules croûteuses ou érythémateuses,.

## Signes cliniques
L'individu touché présente une quantité importante de squames, principalement sur le dos. Certains squames peuvent donner l'impression de bouger, car ils sont transportés à la surface de l'animal par les acariens adultes.
Un prurit peut accompagner les symptômes, en fonction de la quantité présente de parasites. En fonction de la sévéritéd du prurit, une chute de poils peut survenir.
Le chat atteint de cheyletiellose peut présenter une dermatite miliaire.

## Diagnostic
Le diagnostic repose sur l'observation de parasites, qu'ils soient adulte ou au stade d'oeufs.
Ils sont récupérés sur l'animal grâce à un râclage cutané superficiel, à un prélèvement à la bande adhésive, ou au ramassage de squames après un brossage, puis identifiés au microscope optique.

## Traitement
Le parasite est sensible à la plupart des acaricides en application topique (locale).